# Ole Schmidt
Ole Schmidt (Copenaghen, 14 luglio 1928 – Marciac, 6 marzo 2010) è stato un compositore, direttore d'orchestra e pianista danese che, in particolare, è noto per le sue registrazioni della musica di Carl Nielsen e per essere stato dal 1978 al 1984 direttore d'orchestra dell'Orchestra Sinfonica di Aarhus.

## Biografia
Schmidt è stato inizialmente autodidatta suonando jazz al piano, nei ristoranti e nei nightclub. Poi nel 1948 studiò pianoforte alla Accademia reale danese di musica e prense parte alla classe di composizione che era appena stata creata, con Vagn Holmboe, Finn Høffding e Niels Viggo Bentzon come insegnanti. Dopo la sua premiazione nel 1952, continuò i suoi studi di direzione orchestrale con Rafael Kubelík e Sergiu Celibidache e debuttò nel 1955.
Dal 1959 al 1965 fu il direttore del Teatro Reale Danese. Nel 1969 e nel 1970 ricoprì la carica di direttore dell'Orchestra Sinfonica di Amburgo, poi dal 1971 al 1973 della radio danese. L'anno seguente fu invitato a Londra per dirigere l'Orchestra Sinfonica di Londra dove registrò la prima esecuzione integrale stereofonica delle sinfonie di Nielsen, che, grazie alle favorevoli recensioni della critica, gli diedero ampia popolarità, che dura ancora oggi, questa incisione è considerata un riferimento. È con questa orchestra che nel 1980, consigliato dal suo amico Robert Simpson, già consigliere musicale per il ciclo Nielsen (Simpson scrisse il testo di presentazione delle sinfonie), diede, con 800 musicisti, la prima sinfonia gotica di Havergal Brian alla Royal Albert Hall.
Dal 1978 al 1984 fu direttore artistico e direttore dell'Orchestra Sinfonica di Aarhus, ma anche ospite di varie orchestre in Nordamerica (Toledo o in Canada) e direttore ospite principale del Royal Northern College of Music, Manchester.
Come direttore d'orchestra difese la musica del suo paese, in particolare per l'editore Dacapo Records, con dischi dedicati a Bentzon, Svend Erik Tarp, Karl Aage Rasmussen. Con la EMI registrò l'opera Antikrist di Rued Langgaard nel 1986.
Come compositore Ole Schmidt ha scritto musica per film, tra cui nel 1982 una nuova colonna sonora per La passione di Giovanna d'Arco (1928), un film muto di Dreyer.
Schmidt sposò la ballerina Lizzie Rode nel 1960 ed ebbe due figli, Henriette e Tine.
Dal debutto negli anni '90 Schmidt Ha vissuto in una fattoria ristrutturata nel sud ovest della Francia.

## Premi
Ole Schmidt ha ricevuto il premio Carl Nielsen nel 1975.

## Opere
- Concerto pour piano (1954)
- Fantaisie symphonique et Allegro, pour accordéon et orchestre de chambre, opus 20 (1958). Dédié à Mogens Ellegaard (1935-1995).
- Suite pour flûte, orchestre à cordes, harpe et percussion, opus 21 (1960)
- Concerto pour cor en fa et orchestre de chambre, opus 31 (1966)
- Concerto pour tuba et orchestre, opus 42 (1975)
- Concerto pour flûte et orchestre à corde (1985)
- Concerto pour violon
- Concerto pour basson et orchestre
- Concerto pour accordéon nº 2
- Symphonie de chambre en ré (1960)
- Quintette pour flûte, hautbois, violon, violoncelle et clavecin
- 7 Quatuors à cordes
- 3 Ballets
  - The Fire-maker (Ildmageren, 1952),
  - Behind the Curtain (Bag Tæppet, 1954)
  - Fever (Feber, 1957)
- Øresund Symphony (1993), œuvre chorale co-écrite avec le suédois Gunnar Jansson pour célébrer l'inauguration du Pont de l'Øresund entre le Danemark et la Suède

## Discografia

### Come compositore
- Suite pour flûte, orchestre à cordes, harpe et percussion, op. 21 ; Concerto pour flûte et orchestre à cordes ; Concerto pour cor et orchestre de chambre, op. 31 ; Concerto pour tuba et orchestre, op. 42 - Ulla Milman (flûte), David Palmquist (cor), Jens Bjørn-Larsen (tuba), OS. National danois, Dir. Ole Schmidt (2006 - Dacapo 6.220515)
- SCHMIDT, Ole.: String Quartets, Vol. 1  (Quartets: no.1, no.2, no.4, no.7) (Kontra Quartet) (29 September 2003 - Dacapo 8.224210)
- SCHMIDT, Ole.: String Quartets, Vol. 2 (Quartets: no.3, no.5, no.6 & Piano Quartet, Op. 17, "Divertimento") (Kontra Quartet) (19 December 2003 - Dacapo 8.224211)

### Come direttore d'orchestra
- Carl Nielsen, Intégrale des Sinfonie - Jill Gomez (soprano), Brian Rayner Cook (baryton) [Andante Pastorale della Sinfonia n. 3 Espansiva], London Symphony Orchestra, Dir. Ole Schmidt (dicembre 1973 & 8 Espansiva, 9 Première, gennaio 1974  - 7LP Unicorn RHS-324/330 / 3CD Regis Records CRR 3002)
- Rued Langgaard, Sinfonie n. 10 e 14 - O. Radio danoise, Dir. Ole Schmidt (28 agosto 1977 e 1 maggio 1979 - LP Danacord Records DACO 230)
- Hakon Børresen, Sinfonie n. 1, Sérénade pour cor - Xiao-Ming Han (cor), OS. radio Sarrebruck, Ole Schmidt (1999 - CPO 999 578-2)
- Hakon Børresen, Sinfonie n. 2 e 3 - OS. radio Franckfort, Dir. Ole Schmidt (gennaio 1998 - CPO 999 353-2)
- Niels Viggo Bentzon, Sinfonie n. 3, 5 e 7 - Dir. Ole Schmidt (LP Philips Dansk Musik Antologi DMA 056/057)